# Ochotona thibetana
Espèce
Synonymes
- Ochotona huangensis
 (Matschie, 1908) (préféré par UICN)

Répartition géographique
Statut de conservation UICN

 LC  : Préoccupation mineure
Ochotona thibetana aussi appelé pika de Moupin est une espèce de la famille des Ochotonidae. Comme tous les pikas, c'est un petit mammifère lagomorphe.

## Liste des sous-espèces
Selon Mammal Species of the World (version 3, 2005)  (3 juil. 2010) :
- sous-espèce Ochotona thibetana nangqenica
- sous-espèce Ochotona thibetana osgoodi
- sous-espèce Ochotona thibetana sacraria
- sous-espèce Ochotona thibetana sikimaria
- sous-espèce Ochotona thibetana thibetana